# Kristianstad Fotboll Club
O Kristianstads Fotbollsförening, ou simplesmente Kristianstads FF, é um clube de futebol da Suécia fundado em  1990. Sua sede fica localizada em Kristianstad.